# Марамиги
Марами́ги (рос. Марамыги) — присілок у складі Орловського району Кіровської області, Росія. Входить до складу Орловського сільського поселення.
Населення становить 4 особи (2010, 5 у 2002).
Національний склад станом на 2002 рік — росіяни 100 %.